# Stephen Lewis (politicus)

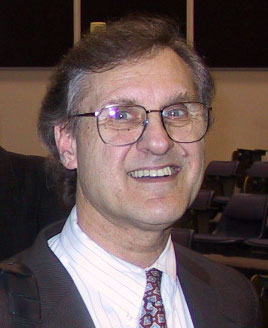
Stephen Lewis (politicus)

Stephen Lewis (Canada, 11 november 1937) is een Canadese politicus en diplomaat. Hij werkte voor de VN in Afrika en hield zich daar bezig met hiv/aids-campagnes.
In 1963, als 26-jarige student, werd hij verkozen tot de Legislative Assembly of Ontario. Omdat de New Democratic Party nieuw jong bloed wenste, werd Donald C. MacDonald overtuigd om af te treden als hoofd van de partij in 1970. Lewis volgde hem op. De provinciale verkiezingen een jaar later waren een ontgoocheling omdat de partij een zetel verloor.
Voor de verkiezingen van 1975 sprak hij met zoveel vuur over de mistoestanden in stand gehouden door de regering dat het aantal zetels van zijn partij verdubbelde. De regerende partij diende een aantal van hun punten te verwezenlijken om in de running te blijven. Omdat de verkiezingen van twee jaar later een terugval opleverden, besloot hij het leiderschap op te geven.
In 1984 werd hij de Canadese afgezant bij de Verenigde Naties. Deze functie hield hij vier jaar lang. In de tweede helft van de jaren 1990 was hij afgevaardigd directeur bij Unicef.
Vanaf 2001 signaleerde hij als VN Speciaal afgezant voor Hiv / Aids in Afrika het grote tekort aan externe hulp in de strijd tegen Aids.
In zijn boek Race Against Time , welke is gebaseerd op zijn CBC Massey Lectures van 2005, beschrijft Lewis deze tekorten.
Stephen Lewis is getrouwd met journaliste Michele Landsberg. Hun zoon Avi Lewis is gehuwd met Naomi Klein.
In 2003 kreeg Lewis een hoge Canadese onderscheiding als Companion of the Order of Canada  voor zijn wereldwijde humanitaire werk.